# Corporate Event Management
Corporate Event Management beschäftigt sich mit der Planung und Durchführung von Firmenveranstaltungen (engl. corporate events). Als Corporate Event versteht man Veranstaltungen, bei denen der Ausrichter ein Unternehmen oder eine Institution ist, aber nicht die direkte Gewinnmaximierung als Ziel haben. Corporate Events richten sich hierbei meistens an einen geschlossenen Personenkreis wie Mitarbeiter, Kunden, Aktionäre oder Geschäftspartner des Unternehmens. Das Budget für ein Corporate Event ergibt sich daher auch im Gegensatz zu anderen Veranstaltungen nicht aus den zu erwartenden Umsätzen, sondern wird vorher vom Planungsteam oder der Geschäftsleitung festgesetzt.
Manche Unternehmen lagern das komplette Corporate Event Management an eine externe Agentur aus. Andere Unternehmen hingegen haben ganze Abteilungen, die sich mit Corporate Event Management beschäftigen. Zu den Corporate Events kann man unter anderem Veranstaltungen, wie Hausmessen, Eröffnungsfeiern, Hauptversammlungen, Pressekonferenzen, Privatkundenveranstaltungen oder Mitarbeiterveranstaltungen, wie zum Beispiel eine Weihnachtsfeier zählen. Beim Corporate Event Management werden meistens Strategien aus dem Bereich des Projektmanagements angewandt, um die Veranstaltung zum Erfolg zu führen.